# Епархия Матеуалы
Епархия Матеуалы (лат. Dioecesis Matehualensis) — Епархия Римско-католической церкви с центром в городе Матеуала, Мексика. Епархия Матеуалы входит в митрополию Сан-Луи-Потоси. Кафедральным собором епархии Матеуалы является церковь Непорочного Зачатия Пресвятой Девы Марии.

## История
28 мая 1997 года Римский папа Иоанн Павел II издал буллу Apostolicum officium, которой учредил епархию Матеуалы, выделив её из архиепархии Сан-Луи-Потоси.

## Ординарии епархии
- епископ Rodrigo Aguilar Martínez (1997 – 2006);
- епископ Lucas Martínez Lara (2006 – по настоящее время).

## Источник
- Annuario Pontificio, Ватикан, 2005.
- Булла Apostolicum officium  (лат.)